# 6-Stunden-Rennen von Silverstone 1979

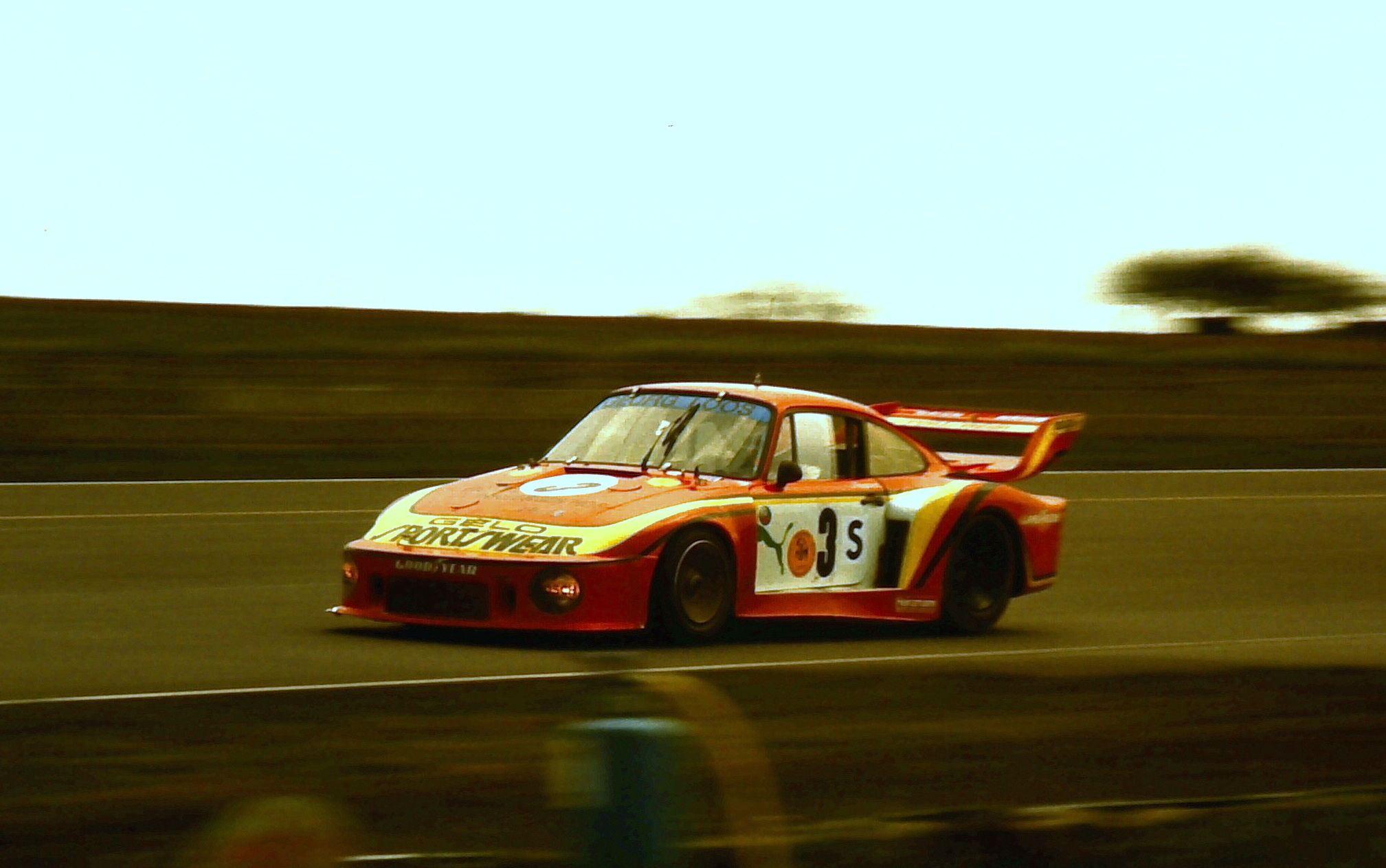
Porsche 935/77A, Siegerwagen von John Fitzpatrick, Hans Heyer und Bob Wollek

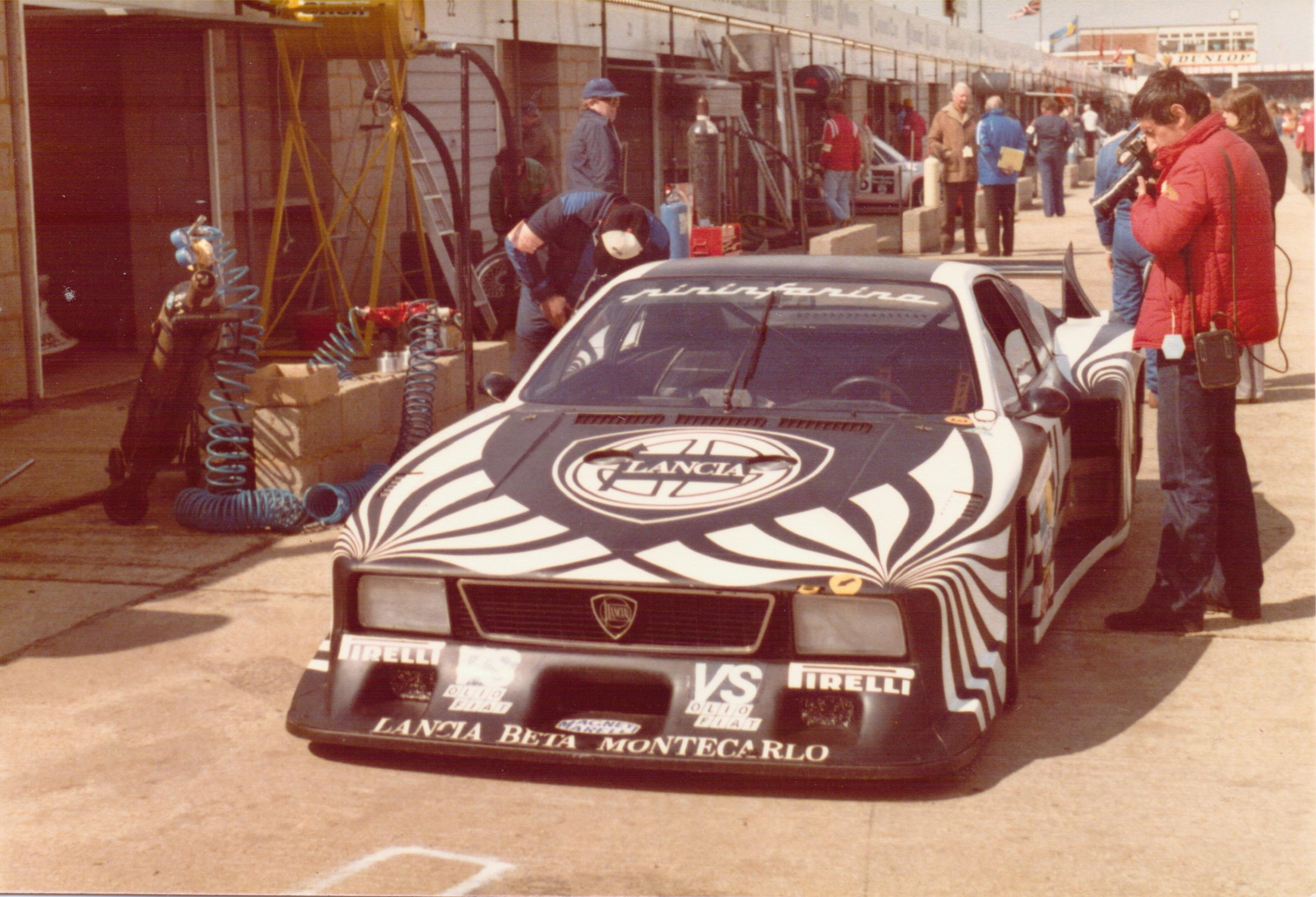
Der Werks-Lancia Beta Montecarlo Turbo von Riccardo Patrese und Walter Röhrl

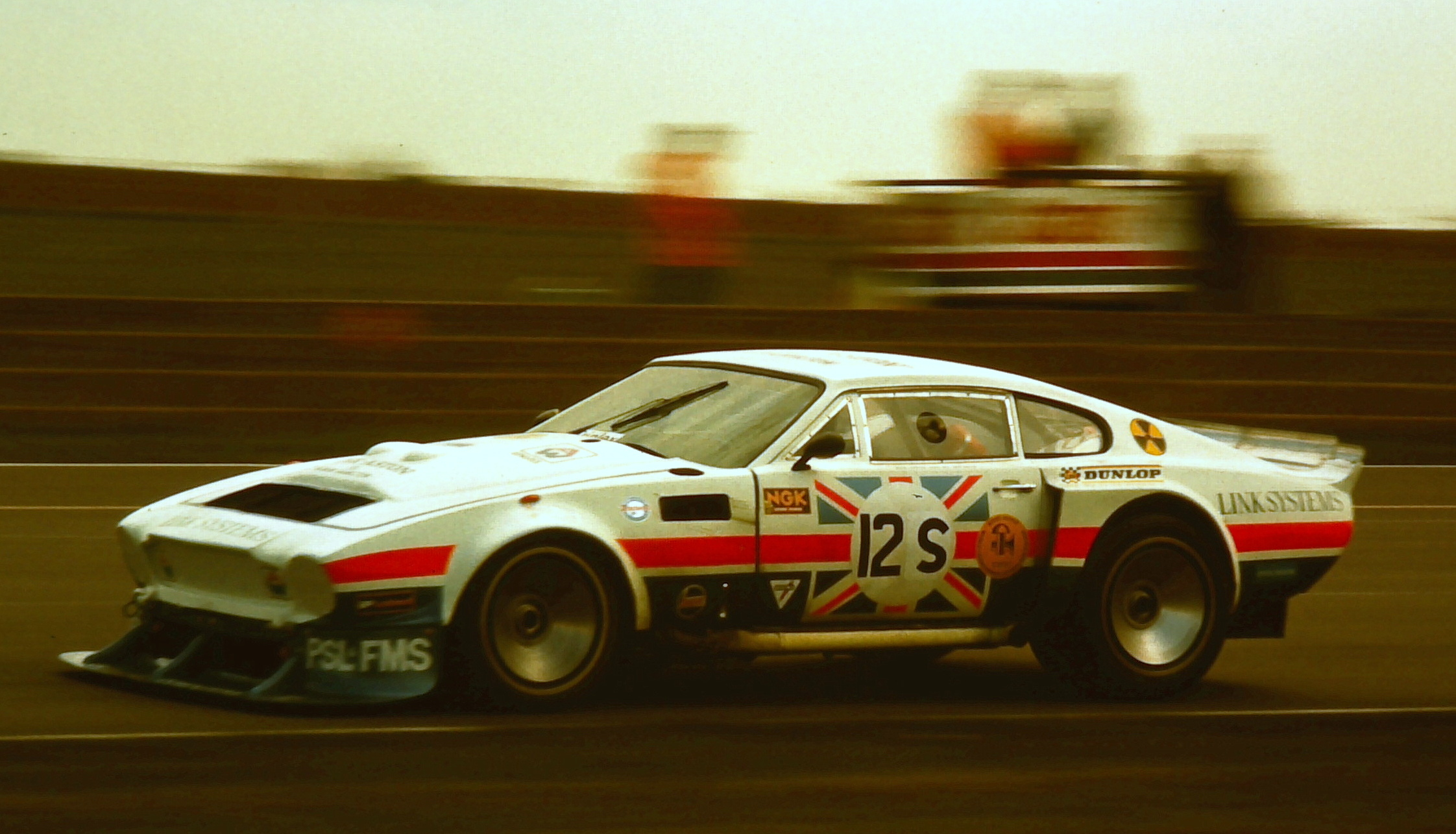
Der Aston Martin RHAM/1 von Derek Bell und David Preece

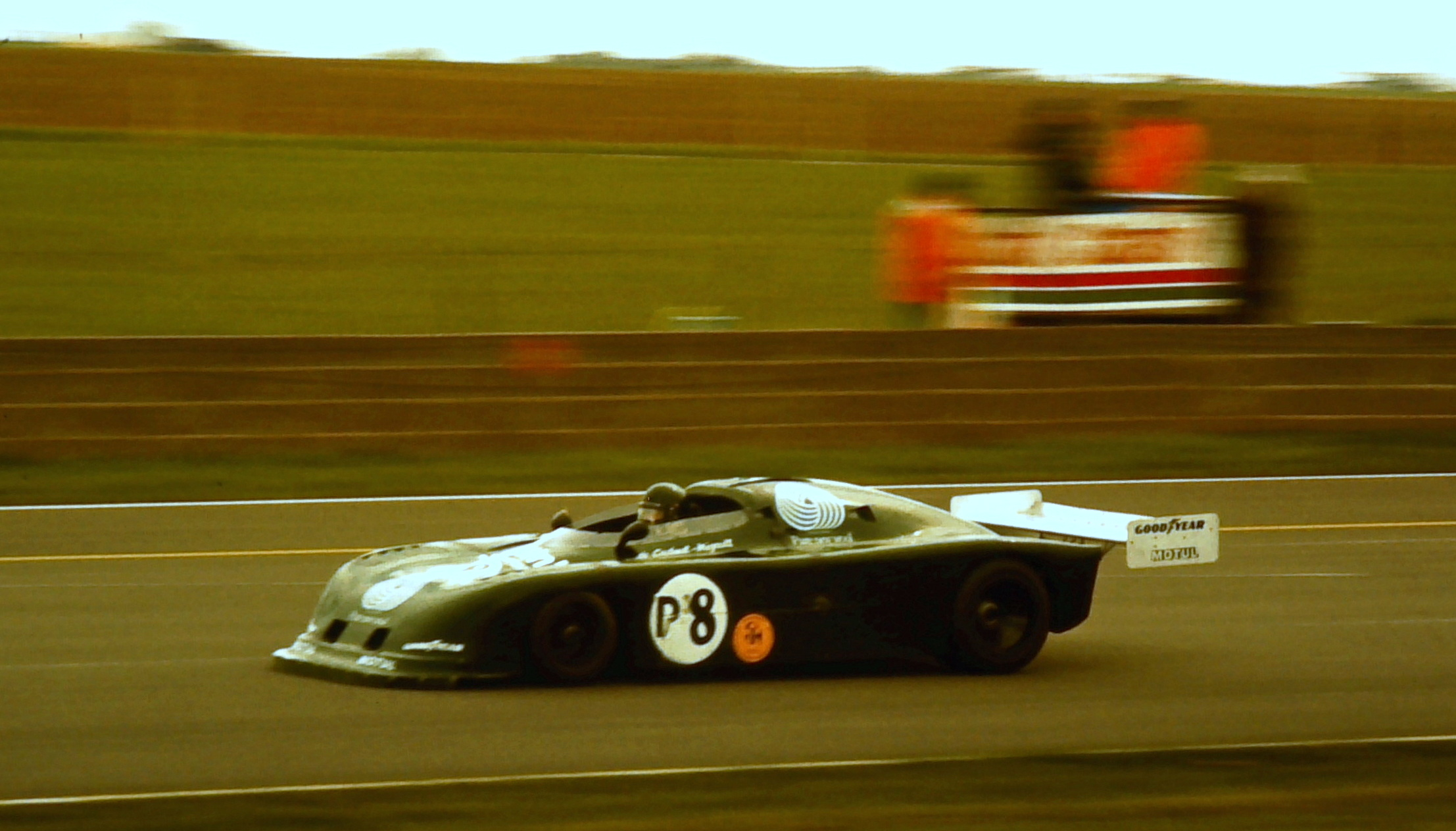
Alain de Cadenet am Steuer des zweitplatzierten De Cadenet Lola LM

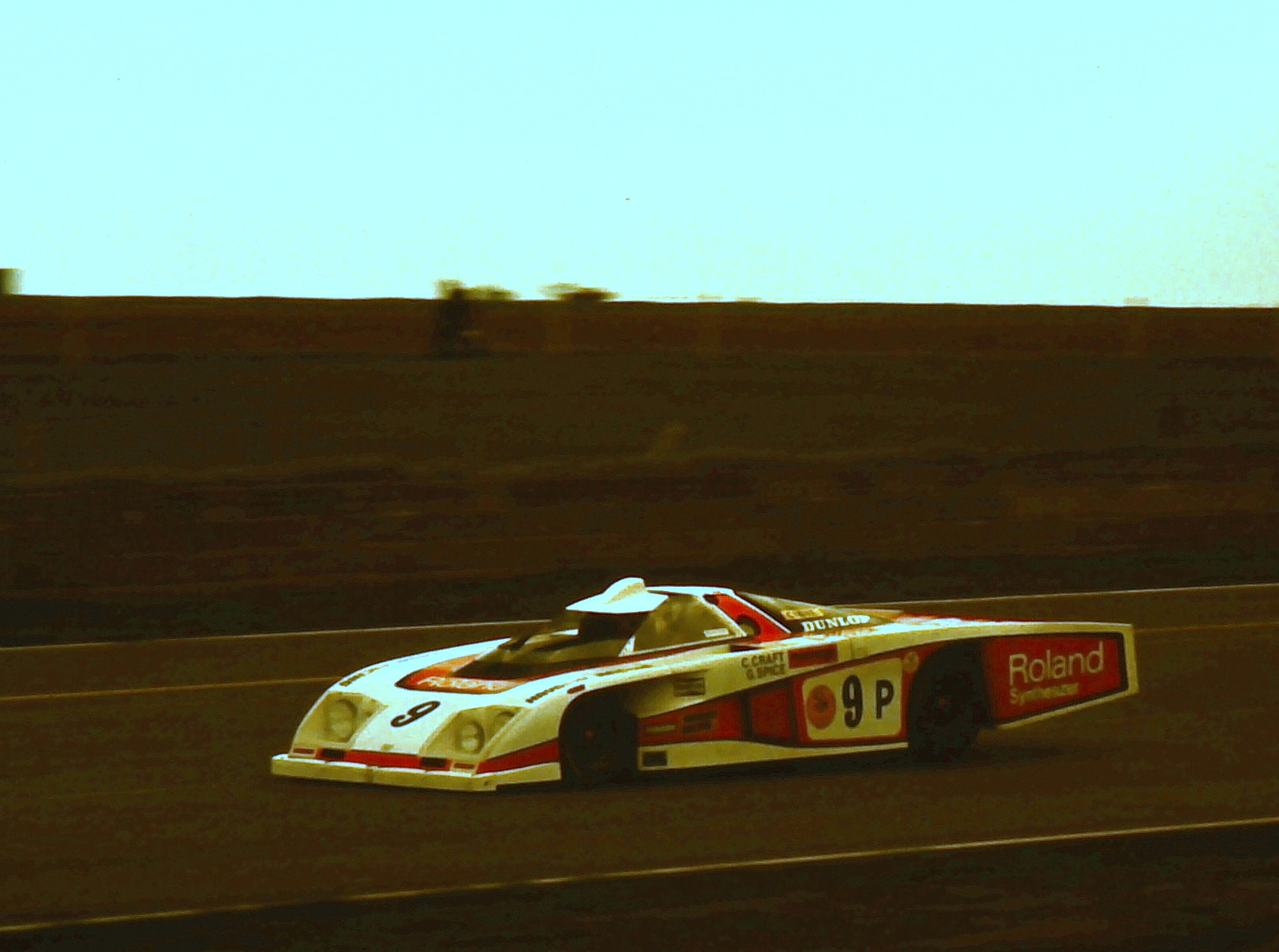
Der futuristische und sehr flache Domoe Zero RL, gefahren von Chris Craft und Gordon Spice

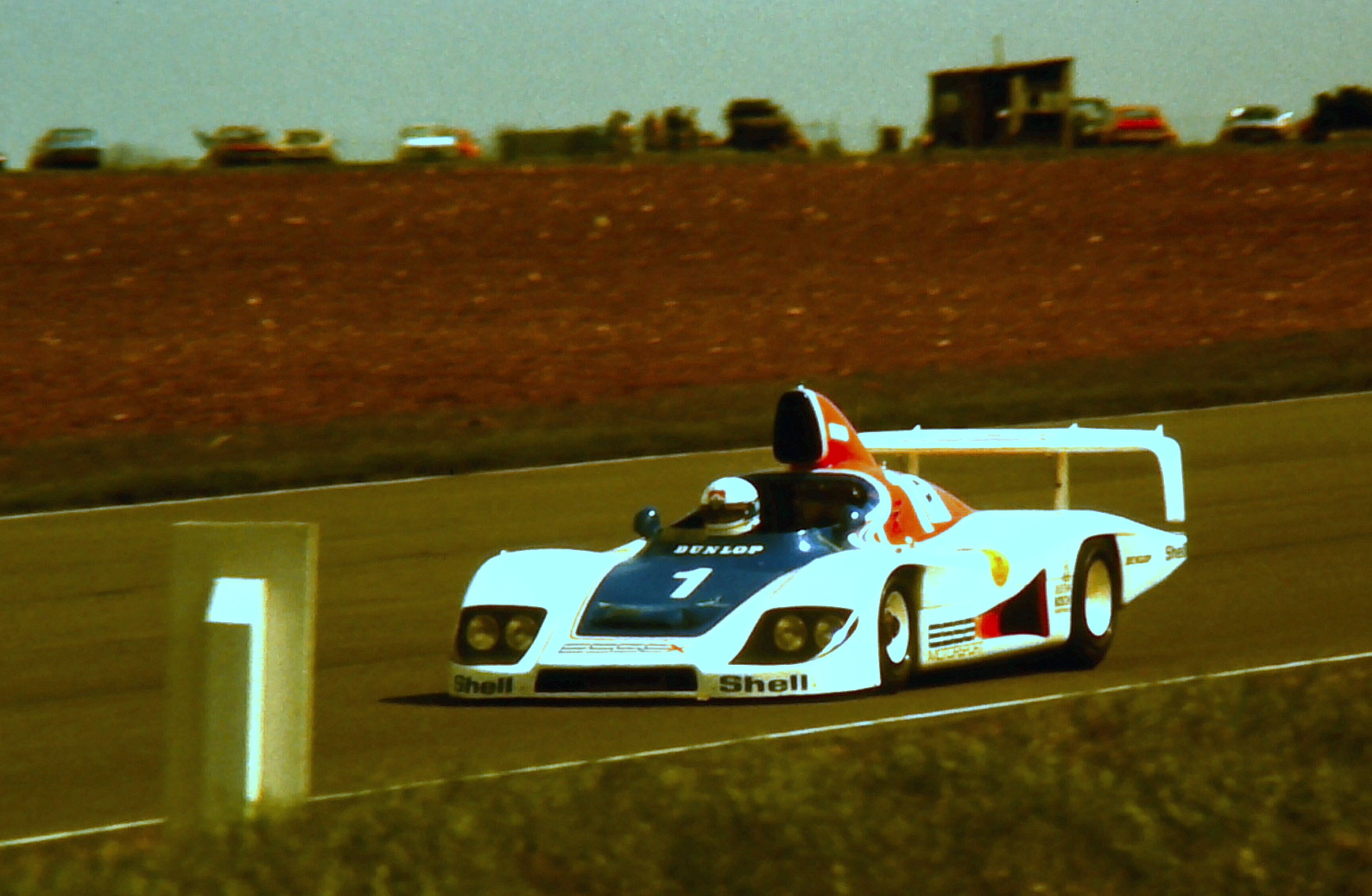
Jochen Mass am Steuer des von Essex gesponserten Porsche 936

Das 6-Stunden-Rennen von Silverstone 1979, auch Rivet Supply World Manufacturers Championship 6 Hours, Silverstone, fand am 6. Mai auf dem Silverstone Circuit statt und war der siebte Wertungslauf der Sportwagen-Weltmeisterschaft dieses Jahres.

## Das Rennen
Das nahende 24-Stunden-Rennen von Le Mans bescherte dem Marken-Weltmeisterschaftslauf in Silverstone das bis dahin beste Starterfeld der Saison. Porsche wollte ursprünglich den Porsche 935/78-Moby-Dick melden, mit dem Jochen Mass und Jacky Ickx das 6-Stunden-Rennen des Vorjahres gewonnen hatten. Die Teamleitung entschied jedoch, als Vorbereitung für Le Mans den Porsche 936/78 einzusetzen. Der Partner von Jochen Mass war diesmal Brian Redman. Das Werksteam wurde von David Thiemes Ölhandelsunternehmen Essex finanziert. Chris Craft und Gordon Spice fuhren den Dome Zero RL, mit V8-Cosworth-Motor. Alain de Cadenet meldete seinen De-Cadenet-Lola. Der Wagen beruhte auf einem Lola-Chassis und gab sein Renndebüt. Teampartner von de Cadenet war François Migault, der Mitte der 1970er-Jahre in der Formel-1-Weltmeisterschaft fuhr. Unter anderem startete er für B.R.M. und Embassy Hill. Einen Aston Martin RHAM/1 brachte Robin Hamilton an die Strecke, der 5,3-Liter-V8-Turbo-Motor war mit einer neuen Benzineinspritzung versehen worden. Das verbesserte Einspritzsystem sollte den bisher enormen Benzinverbrauch einschränken, der durch Doppel-Turbolader ausgelöst wurde. Der Verbrauch von 120 Litern auf 100 gefahrenen Kilometern war für einen Langstreckenrennen-Sportwagen unbefriedigend. Obwohl der Treibstoffverbrauch gesenkt werden konnte, reichte es im Rennen nur für den 12. Gesamtrang, mit deutlichem Rückstand auf die Sieger, eine Position hinter dem Dome. Fahrer waren Derek Bell und David Preece.
Knapp vor Nennschluss traf noch aus Italien eine Meldung von der Lancia-Werksmannschaft ein. Der Lancia Beta Montecarlo Turbo von Riccardo Patrese und Walter Röhrl war allerdings schlecht vorbereitet und gewartet. Nach dem Einfüllen der Kühlflüssigkeit hatten die Mechaniker vergessen den Kühler zu verschließen. Im Rennen lief der Motor nach 10 Fahrminuten heiß, nachdem die gesamte Flüssigkeit ausgelaufen war. Die Folge war eine defekte Zylinderkopfdichtung, die das Team zur Aufgabe zwang.
Schnellster Fahrer im Qualifikationstraining war Jochen Mass im Porsche 936. Mit einer Zeit von 1:20,310 Minuten für eine Runde war er um vier Sekunden schneller als John Fitzpatrick im Gelo-Porsche 935. Das Rennen dominierten Mass und Redman, bis sich am Porsche Bremsprobleme einstellten. Diese führten zum Ausfall des Wagens durch einen Unfall im letzten Rennviertel. John Fitzpatrick gewann das Rennen gemeinsam mit Hans Heyer und Bob Wollek, vor dem überraschend konkurrenzfähigen Lola von de Cadenet und Migault.

## Ergebnisse

### Schlussklassement
| 1               | Gr. 5   | 3  | Gelo Sportswear Team                      | John Fitzpatrick Hans Heyer Bob Wollek             | Porsche 935/77A              | 229 |
| 2               | S + 2.0 | 8  | Alain de Cadenet                          | Alain de Cadenet François Migault                  | De Cadenet Lola LM           | 222 |
| 3               | Gr. 5   | 26 | Sekurit Racing Team                       | Edgar Dören Dieter Schornstein                     | Porsche 935/77A              | 217 |
| 4               | GT      | 30 | Jean-Pierre Delaunay                      | Cyril Grandet Jean-Pierre Delaunay                 | Porsche Carrera              | 210 |
| 5               | Gr. 5   | 2  | Gelo Sportswear Team                      | Manfred Schurti Bob Wollek John Fitzpatrick        | Porsche 935/77A              | 210 |
| 6               | GT      | 24 | Scuderia Basilea                          | Peter Zbinden Edi Kofel                            | Porsche 934                  | 210 |
| 7               | GT      | 29 | Jacques Guérin                            | Jean-Louis Schlesser Gérard Bleynie Jacques Guérin | Porsche 911 SC               | 207 |
| 8               | GT      | 14 | Kenneth Leim                              | Kenneth Leim Kurt Simonsen                         | Porsche 934                  | 197 |
| 9               | Gr. 5   | 20 | Charles Yvey Racing                       | Barrie Williams Dudley Wood                        | Porsche Carrera RSR          | 197 |
| 10              | Gr. 5   | 16 | Maltin Car Concessionaires                | Martin Raymond Simon Phillips                      | Porsche Carrera RSR          | 191 |
| 11              | S + 2.0 | 9  | Dome Co Ltd.                              | Chris Craft Gordon Spice                           | Dome Zero RL                 | 189 |
| 12              | Gr. 5   | 12 | Robin Hamilton Aston Martin Distributors  | Derek Bell David Preece                            | Aston Martin RHAM/1          | 185 |
| Nicht klassiert |         |    |                                           |                                                    |                              |     |
| 13              | Gr. 5   | 19 | L' Escalier Night Club & Restaurant       | Mark Dorrington Niblett Tony Dron                  | Porsche 934 Carrera RSR      | 158 |
| 14              | S 2.0   | 43 | Mogil Motors Ltd.                         | Robin Smith Laurence Jacobsen Richard Jones        | Chevron B36                  | 156 |
| Disqualifiziert |         |    |                                           |                                                    |                              |     |
| 15              | Gr. 5   | 45 | Willy F Racing Team                       | Preben Kristoffersen Jens Winther                  | BMW 320i                     | 162 |
| Ausgefallen     |         |    |                                           |                                                    |                              |     |
| 16              | S + 2.0 | 1  | Porsche System                            | Brian Redman Jochen Mass                           | Porsche 936/78               | 193 |
| 17              | GT      | 27 |                                           | Bob Neville Alec Poole                             | Porsche Carrera RSR          | 132 |
| 18              | Gr. 5   | 52 | Arthur Hough Pressings Castrol Ark Racing | Max Payne John Evans                               | Lotus Elan                   | 96  |
| 19              | Gr. 5   | 18 | Badger Motor Accessories A. Wingrove      | Pete Lovett Jon Fletcher Tony Wingrove             | Porsche Carrera RSR          | 88  |
| 20              | GT      | 22 | Lubrifilm Racing Team                     | Angelo Pallavicini Marco Vanoli                    | Porsche 934                  | 72  |
| 21              | GT      | 17 | John Harper                               | John Beasley John Harper                           | Porsche Carrera RS           | 67  |
| 22              | GT      | 31 | A.S. Ile de France                        | Raymond Touroul Alain-Michel Bernard               | Porsche Carrera              | 59  |
| 23              | Gr. 5   | 21 | Tuckers Fast Food Franchise Ltd.          | Adrian Yates-Smith Bob Linwood                     | Porsche Carrera RS           | 18  |
| 24              | Gr. 5   | 51 | A.S.A.-Corso Marche 38 Turin              | Riccardo Patrese Walter Röhrl                      | Lancia Beta Montecarlo Turbo | 4   |
| 25              | Gr. 5   | 49 | Morfe Racing with Polaroof                | David Mercer Richard Jenvey                        | Lotus Esprit S1              |     |

### Nur in der Meldeliste
Hier finden sich Teams, Fahrer und Fahrzeuge, die ursprünglich für das Rennen gemeldet waren, aber aus den unterschiedlichsten Gründen daran nicht teilnahmen.
| Pos. | Klasse  | Nr. | Team                        | Fahrer                                         | Chassis             |
| ---- | ------- | --- | --------------------------- | ---------------------------------------------- | ------------------- |
| 26   | Gr. 5   | 5   | Porsche Kremer Racing       | Toine Hezemans Klaus Ludwig Axel Plankenhorn   | Porsche 935 K3      |
| 27   | Gr. 5   | 6   | Porsche Kremer Racing       | Axel Plankenhorn Louis Krages                  | Porsche 935/77A     |
| 28   | S + 2.0 | 7   | Ian Bracey                  | Ian Bracey                                     | Ibec 308 LM         |
| 29   | Gr. 5   | 10  | Mahlke Racing               | Mike Franey Franz Gschwender Klaus Böhm        | Porsche 935         |
| 30   | Gr. 5   | 11  | Jolly Club                  | Martino Finotto Carlo Facetti                  | Porsche 935         |
| 31   | GT      | 15  | Ecurie Biennoise            | Enzo Calderari Athos Severi Willi Spavetti     | Porsche Carrera RSR |
| 32   | GT      | 23  | Lubrifilm Racing Team       |                                                | Porsche Carrera RS  |
| 33   | GT      | 25  | Ecurie 13 Etoiles           | Antoine Salamin Philippe Collet Herbert Loewe  | Porsche 930         |
| 34   | T       | 28  | Dick Lovett Specialist Cars | Pete Lovett John Morrison                      | BMW 530i            |
| 35   | S 2.0   | 41  | Dorset Racing Associates    | Tony Birchenhough Ian Harrower Brian Joscelyne | Lola T297           |
| 36   | Gr. 5   | 48  | Team Macinnes Racing        | Ian Marshall Syd Fox                           | Lotus Esprit S1     |
| 37   | GT      | 53  | Radbourne Racing Ltd.       | Steve Soper Jeremy Walton                      | Fiat X1/9           |
| 38   | T       | 54  | The Akai Golf               | Richard Lloyd                                  | Volkswagen Golf     |

### Klassensieger
| Klasse  | Fahrer                  | Fahrer               | Fahrer     | Fahrzeug           | Platzierung im Gesamtklassement |
| ------- | ----------------------- | -------------------- | ---------- | ------------------ | ------------------------------- |
| S + 2.0 | Alain de Cadenet        | François Migault     |            | De Cadenet Lola LM | Rang 2                          |
| S 2.0   | kein Teilnehmer im Ziel |                      |            |                    |                                 |
| Gr. 5   | John Fitzpatrick        | Hans Heyer           | Bob Wollek | Porsche 935/77A    | Gesamtsieg                      |
| GT      | Cyril Grandet           | Jean-Pierre Delaunay |            | Porsche Carrera    | Rang 4                          |

### Renndaten
- Gemeldet: 38
- Gestartet: 25
- Gewertet: 12
- Rennklassen: 4
- Zuschauer: unbekannt
- Wetter am Renntag: kalt
- Streckenlänge: 4,719 km
- Fahrzeit des Siegerteams: 6:00:00,000 Stunden
- Gesamtrunden des Siegerteams: 229
- Gesamtdistanz des Siegerteams: 1078,990 km
- Siegerschnitt: 179,831 km/h
- Pole Position: Jochen Mass – Porsche 936/78 (#1) – 1:20,130 = 211,992 km/h
- Schnellste Rennrunde: Jochen Mass – Porsche 936/78 Turbo (#1) – 1:23,250 = 204,047 km/h
- Rennserie: 7. Lauf zur Sportwagen-Weltmeisterschaft 1979